# Bednáreček
Obec Bednáreček (německy Klein Bernharz) se nachází v okrese Jindřichův Hradec v Jihočeském kraji. Žije zde 184 obyvatel.

## Historie
První písemná zmínka o obci pochází z roku 1499. Bednáreček protla v roce 1887 železnice Veselí nad Lužnicí – Jihlava. První vlak tudy projel 29. srpna 1887.
Od 1. července 1980 do 31. prosince 1991 byla vesnice součástí obce Popelín a od 1. ledna 1992 se stala samostatnou obcí.
Právo užívat znak a vlajku bylo obci uděleno rozhodnutím Poslanecké sněmovny Parlamentu České republiky dne 11. července 2019.

## Obyvatelstvo
| Rok            | 1869 | 1880 | 1890 | 1900 | 1910 | 1921 | 1930 | 1950 | 1961 | 1970 | 1980 | 1991 | 2001 | 2011 | 2021 |
| -------------- | ---- | ---- | ---- | ---- | ---- | ---- | ---- | ---- | ---- | ---- | ---- | ---- | ---- | ---- | ---- |
| Počet obyvatel | 362  | 364  | 374  | 428  | 503  | 507  | 434  | 350  | 332  | 290  | 209  | 183  | 181  | 192  | 182  |
| Počet domů     | 46   | 48   | 48   | 50   | 57   | 71   | 84   | 107  | 96   | 93   | 84   | 107  | 109  | 112  | 114  |

## Pamětihodnosti
- Kaple svatého Jana Nepomuckého na návsi
- Boží muka

## Doprava

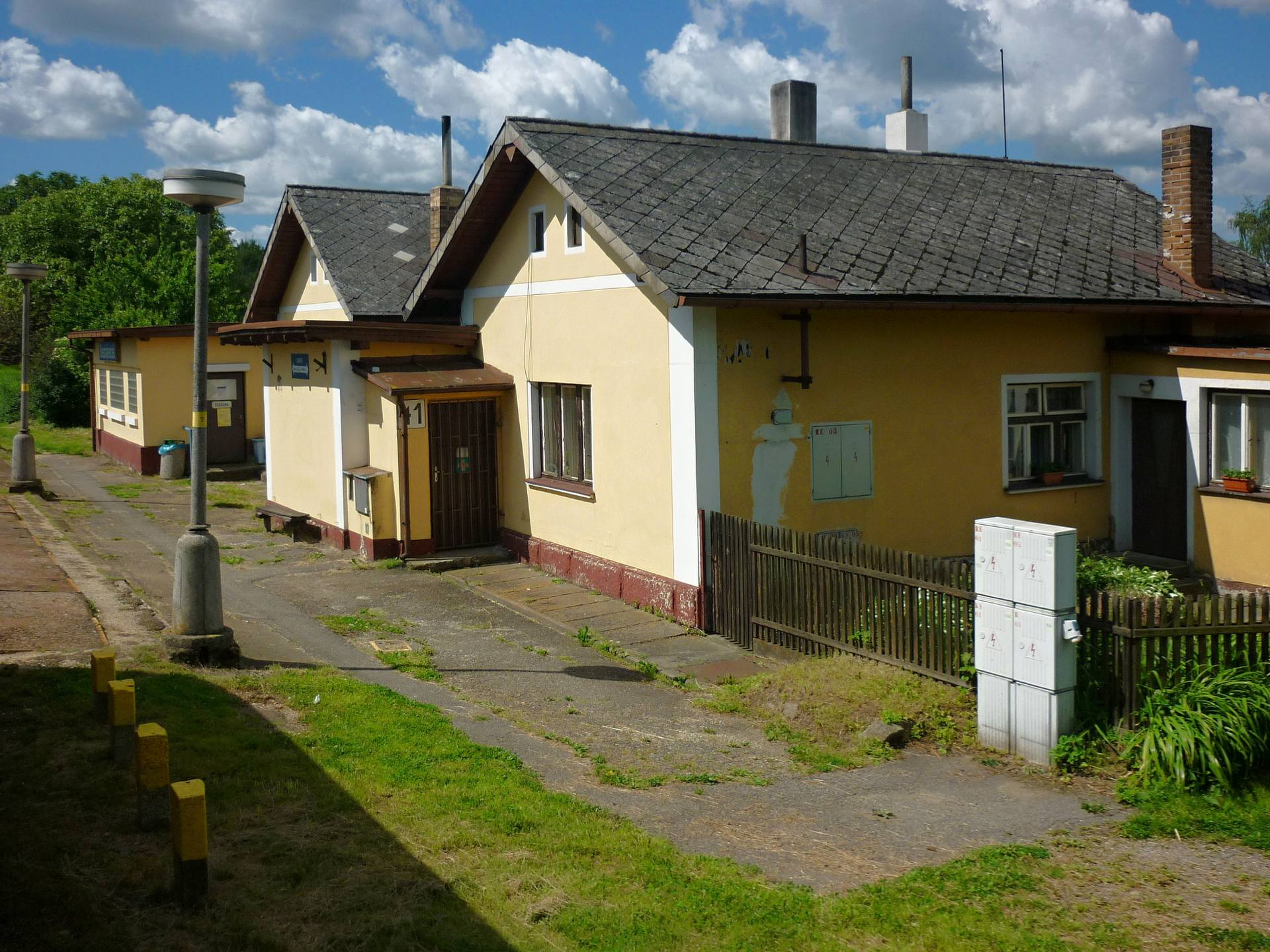
Bednáreček - železniční zastávka 02

Vesnicí prochází železniční trať Havlíčkův Brod – Veselí nad Lužnicí, na které se nachází zastávka Bednáreček.